# Xanthesma newmanensis
Xanthesma newmanensis är en biart som först beskrevs av Exley 1978.  Xanthesma newmanensis ingår i släktet Xanthesma och familjen korttungebin. Inga underarter finns listade i Catalogue of Life.

## Bildgalleri

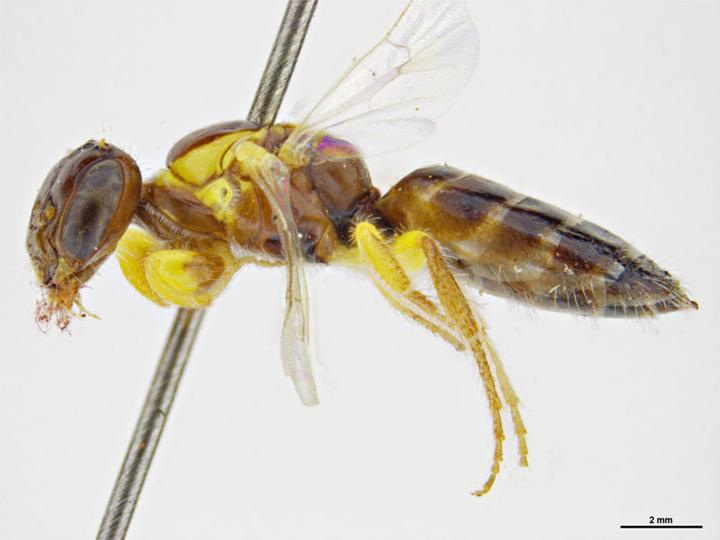
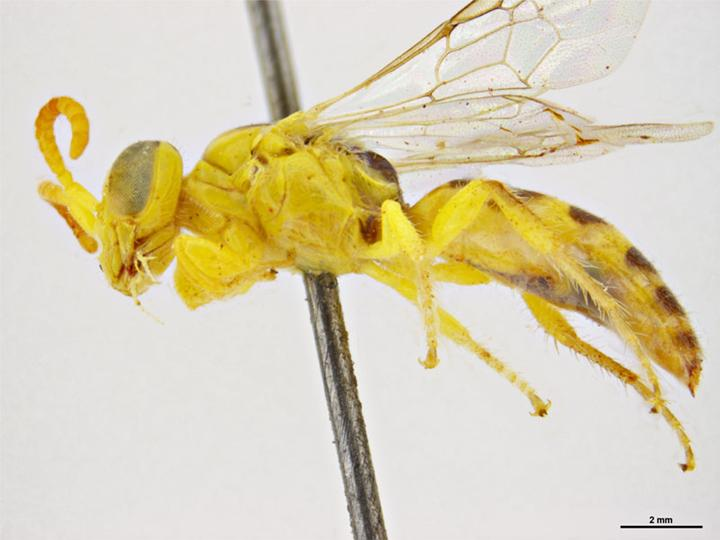